# 장구섬
장구섬(장구도, 長久島)은 전라남도 완도군 노화읍에 있는 섬이다. 특정도서로 지정하여 관리되고 있다.

## 특정도서
장구섬은 지질구조와 지형·경관이 다양하고, 상록활엽수림의 생태적, 학문적 보전가치가 높으며, 해조류 및 해안저서 무척추동물이 다양하고 풍부하여 「독도 등 도서지역의 생태계보전에 관한 특별법」에 의거 특정도서로 지정되었다.
- 지정번호 : 제157호
- 면적 : 21,322m2
- 지번 : 전라남도 완도군 노화읍 동천리 산1, 1-1, 2, 3, 3-1. 3-2